# Saidiwas
Saidiwas var ett anarkistiskt pop-/punkband från Umeå.

## Biografi
Saidiwas startade som ett hardcoreband med posthardcoreinfluenser. 1995 medverkade man, med låten "In the Ocean", på samlingsalbumet Straight Edge as Fuck II, utgivet av Desperate Fight Records.
Gruppen skivdebuterade med den självbetitlade EP:n Saidiwas (1996), även den utgiven av Desperate Fight Records. Skivan följdes upp av en Sverigeturné tillsammans med Refused. Samma år gjorde bandet ett uppträdande på den belgiska festivalen Vort 'n Vis, där man drog uppmärksamhet till sig efter att ha vägrat spela inför den närvarande pubiken, som bandet ansåg uppträdde alltför våldsamt.
Året efter, 1997, sparkade bandet sin sångare, vilket kom att betyda att den musikaliska inriktningen ändrades och bandet blev mer popinfluerat. Samma år utgavs gruppen enda studioalbum, All Punk Cons (Desperate Fight Records). Albumtiteln är en parafras på The Jams album All Mod Cons (1978). Gruppen medverkade även med låten "Airlines" på samlingsalbumet Straight Edge as Fuck III (1997).

## Diskografi

### Album
- 1997 - All Punk Cons

### EP
- 1996 - Saidiwas

### Medverkan på samlingsskivor
- 1995 - Straight Edge as Fuck II (med låten "In the Oceans")
- 1997 - Straight Edge as Fuck III (med låten "Airlines")
- 1997 - Definitivt 50 spänn 6 (med låten "Pigs")
- 1998 - Brand: hundra år av frihetlig socialism (med låten "Pigs")